# Talsperre Villalcampo
Die Talsperre Villalcampo (spanisch Presa de Villalcampo) ist eine Talsperre mit Wasserkraftwerk in der Gemeinde Villalcampo, Provinz Zamora, Spanien. Sie staut den Duero zu einem Stausee auf. Die Talsperre dient der Stromerzeugung. Mit ihrem Bau wurde 1942 begonnen; sie wurde 1949 fertiggestellt. Die Talsperre ist im Besitz von Iberdrola Generacion S.A. und wird auch von Iberdrola betrieben.

## Absperrbauwerk
Das Absperrbauwerk ist eine Gewichtsstaumauer aus Beton mit einer Höhe von 50 m über der Gründungssohle. Die Mauerkrone liegt auf einer Höhe von 603 m über dem Meeresspiegel. Die Länge der Mauerkrone beträgt 300 (bzw. 315) m. Das Volumen der Staumauer beträgt 201.000 m³.
Die Staumauer verfügt sowohl über einen Grundablass als auch über eine Hochwasserentlastung. Über den Grundablass können maximal 920 m³/s abgeleitet werden, über die Hochwasserentlastung maximal 11.800 m³/s. Das Bemessungshochwasser liegt bei 8.000 m³/s.

## Stausee
Beim normalen Stauziel von 601 m erstreckt sich der Stausee über eine Fläche von rund 4,45 km² und fasst 65,5 (bzw. 66 66,5 oder 67) Mio. m³ Wasser; davon können 42,47 (bzw. 53) Mio. m³ für die Stromerzeugung genutzt werden.

## Kraftwerk

### Villalcampo I
Das Kraftwerk ging 1949 in Betrieb; seine installierte Leistung beträgt mit drei Francis-Turbinen 96 (bzw. 97 oder 99) MW. Die Fallhöhe beträgt 37 m. Der maximale Durchfluss liegt bei 303 m³/s für alle Turbinen zusammen. Das Maschinenhaus befindet sich am Fuß der Talsperre auf der rechten Flussseite.

### Villalcampo II
Das Kraftwerk ging 1977 in Betrieb; seine installierte Leistung beträgt mit einer Kaplan-Turbine 110 (bzw. 119) MW. Die Fallhöhe beträgt 36,6 m. Der maximale Durchfluss liegt bei 340 m³/s.